# Flaviviridae

Typischer Vertreter der Flaviviride: Zika-Virus. Virion im Querschnitt und Aufsicht

Flaviviridae: Genom-Organisation: Monopartit, linear, ssRNA(+), 9.7-12 kb (Kilobasen).

Die Flaviviridae stellen eine Familie von Viren dar, die alle einsträngige RNA enthalten und daher taxonomisch den RNA-Viren zugeordnet werden. Die Typspezies der gesamten Familie ist das Gelbfieber-Virus (daher auch der Name der Familie von lat. flavus, „gelb“).
Alle Vertreter dieser Familie besitzen eine Virushülle aus Lipiden der ursprünglichen Wirtszelle und darin eingelagerten viralen Proteinen und haben eine Größe zwischen 40 und 60 nm. Die Viren vermehren sich im Cytoplasma der Wirtszelle und sind im pH-Wert-Bereich von 7 bis 9 stabil. 

## Systematik

### Innere Systematik
Zur Familie Flaviviridae zählen die Gattungen Flavivirus, Hepacivirus, Pegivirus und Pestivirus (International Committee on Taxonomy of Viruses (ICTV), Stand November 2018). Die folgende Liste erhebt keinen Anspruch auf Vollständigkeit der aufgeführten Spezies. Details finden sich ggf. bei den einzelnen Gattungen.
- Familie Flaviviridae

- Gattung Flavivirus (früher Arbovirus B)

Die Erreger der Gattung Flavivirus rufen sowohl beim Menschen als auch beim Tier eine große Anzahl an Virusinfektionen hervor.
- Spezies Yellow fever virus (Gelbfieber-Virus, YFV, Typusspezies) – Gelbfieber
- Spezies Dengue virus (Dengue-Virus, DENV) – Dengue-Fieber
- Spezies Tick-borne encephalitis virus (FSME-Virus, TBEV) – Frühsommer-Meningoenzephalitis (FSME, englisch: TBE – tick-borne encephalitis)
- Spezies Japanese encephalitis virus (JEV) – Japanische B-Enzephalitis (Vögel und Schweine)
- Spezies Louping ill virus (Louping-ill-Virus, LIV) – Louping Ill
- Spezies Usutu virus (Usutu-Virus, USUV) – bei Vögeln ist die Infektion oft tödlich, beim Menschen geringe oder keine Symptome
- Spezies Wesselsbron virus (WSLV) – Wesselsbron-Krankheit (Schafe, Ziegen u. ä.)
- Spezies West Nile virus (West-Nil-Virus, WNV) – West-Nil-Fieber
- Spezies Zika virus (Zika-Virus, ZIKV) – Zika-Fieber
- Spezies Gadgets Gully virus (Gadgets-Gully-Virus, GGYV) – bei Großpinguinen (Königspinguin, Kaiserpinguin), ohne bekannte Symptome

- Gattung Hepacivirus

- Spezies Hepacivirus A
- Spezies Hepacivirus B (GB-Virus B, GBV-B)
- Spezies Hepacivirus C (Hepatitis-C-Virus, HCV, Typusspezies) – bedeutendster Vertreter, ruft beim Menschen die Krankheit Hepatitis C hervor
- Spezies Hepacivirus D bis N

- Gattung Pegivirus

- Spezies Pegivirus A (GB-Virus A, GBV-A, Typusspezies), befällt Neuweltaffen
- Spezies Pegivirus B (GB-Virus D, GBV-D)
- Spezies Pegivirus C (GB-Virus C, GBV-C, veraltet Human pegivirus, HPgV und Hepatitis-G-Virus, HGV; mit Subspezies GB-Virus Citro, GBV-Citro)
- Spezies Pegivirus D bis Pegivirus G
- Spezies Pegivirus H (alias Human hepegivirus, HHPgV oder HPgV-2)
- Spezies Pegivirus I bis Pegivirus K

- Gattung Pestivirus

Die Viren der Gattung Pestivirus spielen ausschließlich bei Tieren als Krankheitserreger eine Rolle.
- Spezies Pestivirus A (Bovines Virusdiarrhoe-Virus 1, BVD/MD-Virus-1, BVDV-1, Typusspezies) – Erreger der BVD (Bovine Virusdiarrhoe)
- Spezies Pestivirus B (Bovines Virusdiarrhoe-Virus 2, BVD/MD-Virus-2, BVDV-2) – dito
- Spezies Pestivirus C (Klassisches Schweinepest-Virus, SP-Virus, en. früher Classical swine fever virus, CSFV, oder Hog cholera virus) – Auslöser der Klassischen Schweinepest
- Spezies Pestivirus D (Border-Disease-Virus, BDV) – Verursacher von Border Disease bei Schafen.
- Spezies Pestivirus E
- Spezies Pestivirus F (Porcines Pestivirus, PPeV)
- Spezies Pestivirus G (Giraffen-Pestivirus, GPeV)
- Spezies Pestivirus H
- Spezies Pestivirus I
- Spezies Pestivirus J (Ratten-Pestivirus, RPeV)
- Spezies Pestivirus K (Atypisches Porcines Pestivirus, APPeV)

- Gattung Jingmenvirus (Vorschlag) nach NCBI

- Spezies Mogiana tick virus (MGTV)
- Spezies Jingmen Tick Virus (JMTV)
- Spezies Alongshan virus (ALSV)

- unklassifizierte Spezies, Kandidaten nach NCBI (vom ICTV unbestätigt)

- Spezies „Cuacua virus“
- Spezies „Donggang virus“
- Spezies „Karumba virus“ (KRBV)
- Spezies „Hanko virus“
- Spezies „Haslams Creek virus“
- Spezies „Mac Peak virus“ (McPV)
- Spezies „Marisma mosquito virus“
- Spezies „Menghai flavivirus“
- Spezies „Nakiwogo virus“ (NAKV)
- Spezies „Xishuangbanna Aedes flavivirus“

### Äußere Systematik
Koonin et al. (2015) vermuten, dass die Flaviviridae Ursprung der von ihnen postulierten Verwandtschaftsgruppe Negative-strand RNA viruses sind; diese Gruppe entspricht dem heutigen Phylum Negarnaviricota. Vorschlagsgemäße Schwestergruppe wäre danach die Familie der Tombusviridae. Alle zusammen bilden sie nach diesem Vorschlag die von den Autoren postulierte Supergruppe „Flavivirus-like superfamily“.
Shi et al. (2016) bezeichnen die weitere Verwandtschaft der Flaviviridae ähnlich als „Flavi-like viruses“ und haben dazu eine Reihe von Kandidaten gefunden:
- Spezies „Beihai barnacle virus 1“ (BHBV1)
- Spezies „Bole tick virus 4“ (BLTV4)
- Spezies „Gamboa mosquito virus“ (GMV)
- Spezies „Sanxia water strider virus 6“ (SXWSV6)
- Spezies „Shayang fly virus 4“ (SYFV4)
- Spezies „Shayang spider virus 4“ (SYSV4)
- Spezies „Shuangao lacewing virus 2“ (SALV2)
- Spezies „Tacheng tick virus 8“ (TCTV8)
- Spezies „Wuhan centipede virus“ (WHCeV)
- Spezies „Xingshan cricket virus“ (XSCV)
- Spezies „Xinzhou spider virus 2“ (XZSV2)
- Spezies „Xinzhou spider virus 3“ (XZSV3)

Das ICTV hat im März 2020 Mit der Master species List #35 die Tymovirales, die Flaviviridae, die Tombusviridae und eine Reihe anderer Familien in das gemeinsame Phylum Kitrinoviricota gestellt, und dieses u. a. mit den Negarnaviricota in das gemeinsame Reich Orthornavirae.
Ein Kladogramm dieser Gruppen findet sich bei Tymovirales §ICTV Master Species List #35.